# Лебединое озеро (фильм, 1998)
«Лебединое озеро» (чеш. Jezerní královna, досл. пер. — Королева озера) — чешский фильм-сказка 1998 года режиссёра Вацлава Ворличека по мотивам балета Петра Ильича Чайковского «Лебединое озеро».
Фильм номинировался на чешскую кинопремию «Чешские львы» в категориях «Лучшая музыка» и «Лучший дизайн костюмов» (1999).

## Сюжет
Создателей вдохновила как классическая сказка «Лебединое озеро», так и легендарный балет Петра Ильича Чайковского. Однако они переработали трагический сюжет балетного спектакля в виде приключенческой сказки со счастливым концом.— Чешское телевидение
Однажды во время охоты принца Виктора его слуга Степан подстрелил лебедя, который оказался прекрасной девушкой. С первого взгляда принц и загадочная красавица полюбили друг друга. Но девушка исчезла, не проронив ни слова. После отчаянных попыток найти её, принц узнает о колдовских чарах, которые Королева Озера наложила на семь королевских дочерей, превратив их в семь лебедей. Чтобы спасти свою любовь, принцу приходится совершить долгое и опасное путешествие… С помощью друзей принцу удается не только спасти свою Одетту, освободить всех узников злой королевы, но и покарать злую королеву, превратив её в камень.

## Съёмки
Места съёмок: королевский замок — Замок Глубока, дворец морской королевы — Замок Плосковице, озеро в фильме — озеро Плешне.

## В ролях
- Макс Урлахер — принц Виктор
- Житка Шнейдерова — принцесса Одетта
- Ивана Хилкова — Королева Озера
- Ян Грушински — Степан
- Иржина Богдалова — проводник
- Рудольф Грушинский — тюремщик
- Ян Никлас — король
- Санни Меллес — королева
- Ярослава Обермайерова — кухарка

## Критика
Немецкий журнал «Prisma» писал, что фильм благодаря «чувствительной режиссуре» и солидному актёрскому составу в итоге является «хорошим развлечением для детей».
В «Lexikon des internationalen Films» указывает, что фильм «рассказывает романтическую сказку по мотивам ткани Лебединого озера […] со сказочно красивыми изображениями и роскошным убранством», но, несмотря на то, что производство было сложным и могло похвастаться «громким актёрским составом», «детский фильм все ещё остается под арестом условностей жанра».

## Фестивали и награды
- Номинации на «Чешские львы» в категориях «Лучшая музыка» и «Лучший дизайн костюмов» (Чехия, 1999).
- Приз за лучший иностранный фильм Международного кинофестиваля в Санта-Кларе (США, 1999).
- Главный приз «Хрустальная ваза» и Приз детского зрителя Детского фестиваля кино и телевидения им. Ота Гофмана в Острове (Чехия, 1998).
- Приз зрительских симпаний Международного кинофестиваля для детей и подростков в Злине (Чехия, 1998)